# 濱口國雄
濱口 國雄（浜口 国雄、はまぐち くにお、1920年 - 1976年1月20日）は、日本の詩人。

## 経歴
福井県丹生郡国見村（現福井市）鮎川生まれ。1940年、歩兵第69連隊に入隊。1946年、和歌山県の田辺港に帰着、復員。人夫、炭焼、臨時工員を経て、1947年、日本国有鉄道（国鉄）に就職、王寺駅に勤務。1948年、国鉄詩人連盟大阪詩話会に参加。宮本久六・市村善夫らと天王寺詩話会を結成し、同人誌『詩の研究室』を発行。国鉄労働組合南近畿地方本部定期大会において文化活動により表彰。1956年、「便所掃除」で国鉄詩人連盟第5回国鉄詩人賞を受賞。

## 著作
- 『最後の箱 : 浜口国雄詩集』飯塚書店 1958 (R.P.シリーズ ; 第6)
- 共著『闘う国鉄労働者 : 反合理化・スト権奪還の旗手』土曜美術社 1973 (記録文学叢書)
- 『浜口国雄詩集』土曜美術社 1974
- 武井昭夫・中村慎吉編、解説『浜口国雄詩集』土曜美術社 1983 (日本現代詩文庫 ; 8)
- 『新編濱口國雄詩集』土曜美術社出版販売 2009 (新・日本現代詩文庫 ; 65)